# Rykle Borger
Rykle Borger (Wiuwert, 24 maggio 1929 – Gottinga, 27 dicembre 2010) è stato un assiriologo olandese istruito nella tradizione tedesca.
Era il protetto di Wolfram von Soden ed è stato professore ordinario del seminario per lo studio del cuneiforme presso l'Università Georg-August di Gottinga.

## Biografia
Famoso per le sue liste di caratteri cuneiformi, Borger pubblicò anche l'Handbuch der Keilschriftliteratur, una panoramica dettagliata su tutti gli articoli e i libri pubblicati inerenti all'assiriologia disponibili a quel tempo. Poco prima di morire, stava lavorando a una versione aggiornata. Il suo metodo di autoapprendimento per la scrittura e la lingua accadica, il Babylonisch-Assyrische Lesestücke, viene ancora utilizzato e ristampato nonostante sia stato pubblicato nel 1963.
Non fu mai capace di completare la sua unica grande ambizione: la definizione di un dizionario sumero-accadico basato solamente sugli antichi testi bilingue mesopotamici. Nonostante ciò, fu un infaticabile studioso delle lingue mesopotamiche e semitiche antiche, e compì lavori che funsero da fondamenta per l'evoluzione dell'assiriologia come disciplina.